# Mławka
Mławka – rzeka w północno-wschodniej Polsce, lewy dopływ Wkry, o długości 43,4 km i powierzchni dorzecza 676 km². Płynie przez Wzniesienia Mławskie i Równinę Raciąską.
Rzeka powstaje z połączenia 3 strug wypływających z podmokłych łąk na północny wschód od Mławy (w okolicy wsi Białuty, Uniszki Zawadzkie i Sochy), a do Wkry uchodzi koło wsi Ratowo, powyżej Radzanowa. W miejscowości Ruda w latach 1971-76 wzniesiono tamę i utworzono zalew o powierzchni 32 ha.
Główne dopływy:
- lewe: Seracz, Sewerynka;
- prawe: Dwukolanka, Przylepnica, Krupionka, Gwiazda.

Ważniejsze miejscowości nad Mławką: Mławka, Turza Mała, Rumoka, Szreńsk, Bielawy, Ratowo.
Występujące ryby: szczupak, okoń, płoć, jelec, miętus pospolity, wzdręga, lin, karaś, amur.